# Verklaring van Berlijn over vrije toegang tot kennis in de wetenschappen en geesteswetenschappen
De verklaring van Berlijn over vrije toegang tot kennis in de wetenschappen en geesteswetenschappen is een internationale verklaring over open access / toegang tot kennis. Het ontstond in 2003 uit een conferentie over open access die in Berlijn door het Max-Planck-Gesellschaft werd gehouden. Organisaties die zich verbinden tot uitvoering van deze definitie van open toegang kunnen de verklaring ondertekenen. 
Het gaat hierbij niet uitsluitend om de onderzoeksresultaten, maar de verklaring roept onderzoekers ook op ruwe data en ander materiaal te publiceren zodat anderen dit kunnen raadplegen, gebruiken en verder verspreiden. De enige eis die de verklaring hieraan stelt is dat de naam van de oorspronkelijke auteur wordt vermeld en er geen plagiaat mag worden gepleegd.  

## Ondergetekenden
In oktober 2007 hadden meer dan 240 wetenschappelijke organisaties de verklaring ondertekend. Bijdragen van Open Access kunnen de originele wetenschappelijke onderzoeksresultaten, ruwe data, metadata, bronbestanden, digitale plaatjes, illustraties en educatief multimediamateriaal zijn. Na de Open Access Week in 2013 hadden 452 organisaties de verklaring ondertekend, in 2024 waren dit al ruim 700.